# گوی (تورات)
گوی

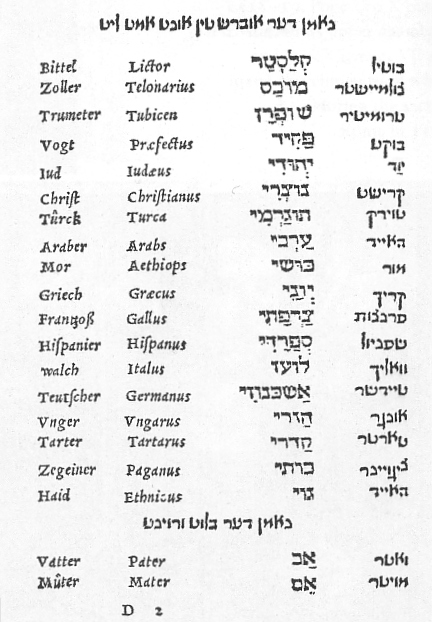
صفحه ای از فرهنگ لغت ییدیش - عبری - لاتین - آلمانی الیا لویتا (قرن شانزدهم) شامل کلمه گوی (گوئی) که به لاتین به عنوان ethnicus ترجمه شده است که به معنای بت پرست

( عبری :גוי و به صورت جمع گویم גוים) لفظی است که در تورات برای یاد کردن از یک ملت یا قوم استفاده می‌شود. معنی لغوی آن می‌تواند "غریبه" یا "غیر یهود" نیز باشد. به صورت جمع معمولاً این لغت برای غیریهود استفاده می‌شود (Exodus ۳۴:۲۴)، که معادل واژهٔ "جنتیل" (Gentile) است.

## در تورات
در تورات واژهٔ "گوی" پانصد و پنجاه بار تکرار شده است. اولین استفاده از این واژه در کتاب پیدایش ۱۰:۵ است که معادل غیر اسرائیلی به کار رفته است. این لغت به عنوان قوم اولین بار در پیدایش ۱۲:۲ به‌کار می‌رود که خدا به ابراهیم قول می‌دهد که نسل او یک قوم بزرگ تشکیل خواهند داد.
لغات گوی و گویم در بسیاری از آیات برای یاد کردن از اقوامی که جدا از اسرائیل هستند به‌کار رفته است. در بسیاری موارد نظر تورات نسبت به بت‌پرستی و غیر اخلاقی بودن این ملتها بسیار منفی است. به‌طور مثال چون قوم کنعان با اسرائیل به مخالفت برخاسته بودند و همواره خطر بروز رفتار بت‌پرستانه آنان به اسرائیل وجود داشت، با هفت ملت گویم (تثنیه ۷:۱، ۱۲:۲) باید بدون رحم برخورد می‌شد و ازدواج با آنان کاملاً ممنوع بود (تثنیه ۷، خروج ۳۴).

## استفاده مدرن
در عبری مدرن معمولاً این لغت به عنوان هم معنی لغت جنتیل به کار میرود. در لاتین لغت gentilis برای ترجمه لغت قوم به کار می‌رفت که باعث معنی جنتیل گردید.
استفاده از لغت گوی در انگلیسی معمولاً بحث بر انگیز است چون معمولاً با دید منفی نسبت به غیر یهود همراه است. به‌همین دلیل معمولاً در انگلیسی به‌جای این لغت از "جنتیل" یا "غیر یهود" استفاده می‌شود.
واژه "شبث گوی" به غیریهودی اطلاق می‌شود که کارهایی که شریعت یهود برای یهودیان در روز شنبه ممنوع کرده است، مانند روشن کردن آتش، را انجام می‌دهد.